# Год русского языка
Год ру́сского языка́ — комплекс мероприятий, проходивших на территории России и за рубежом в течение 2007 года. Указ о проведении Года русского языка был подписан президентом России В. В. Путиным 29 декабря 2006 года.

## Задачи проекта
Основной целью Года русского языка являлось привлечение интереса мировой общественности к изучению русского языка, русской литературе и культуре, а также укрепление позитивного имиджа России на международной арене и внутри страны.

## Мероприятия
В рамках проекта проходил ряд конференций и форумов, в том числе международная конференция «Национальный корпус русского языка в образовании» в Москве, XI конгресс Международной ассоциации преподавателей русского языка и литературы в Болгарии, Московская международная книжная выставка-ярмарка. Также проводились фестивали, конкурсы, международная интернет-олимпиада по русскому языку.

## Развитие идеи
Позднее, в 2018 году, было предложено сделать 2020 год «годом русского языка во всем мире», однако инициатива не нашла поддержки. С 2011 года в России для популяризации русского языка на международном уровне мероприятия проводятся ежегодно, 6 июля, при поддержке Россотрудничества.